# Prefettura apostolica di Qiqihar
La prefettura apostolica di Qiqihar (in latino: Apostolica Praefectura Tsitsiharensis) è una sede della Chiesa cattolica in Cina. La sede è vacante.

## Territorio
La prefettura apostolica si estende nella parte occidentale della provincia cinese di Heilongjiang. Essa comprende le città-prefettura di Qiqihar, Daqing, Heihe e Suihua, e la prefettura di Daxing'anling.
Sede prefettizia è la città di Qiqihar, dove si trova la cattedrale di San Michele.

## Storia
La missione sui iuris di Qiqihar fu eretta il 9 luglio 1928 con il breve Ea quae di papa Pio XI, ricavandone il territorio dal vicariato apostolico di Jilin (oggi diocesi).
Il 17 agosto 1931 la missione sui iuris è stata elevata al rango di prefettura apostolica con il breve Ex hac divi dello stesso papa Pio XI.
Dopo la riammissione dei culti in Cina agli inizi degli anni ottanta del secolo scorso, sono stati vescovi "clandestini" in comunione con la Santa Sede Paolo Guo Wenzhi, ordinato il 15 maggio 1989 e deceduto il 29 giugno 2006, e Giuseppe Wei Jingyi, ordinato nel 1995 vescovo coadiutore, succeduto a Guo Wenzhi nel 2000. Wei Jingyi fu uno dei quattro vescovi cinesi ufficialmente invitati all'XI Assemblea generale ordinaria del Sinodo dei vescovi a Roma nel 2005, a cui le autorità governative vietarono di lasciare il Paese.

## Cronotassi dei vescovi
Si omettono i periodi di sede vacante non superiori ai 2 anni o non storicamente accertati.
- Eugène-Jean Imhof, S.M.B. † (28 aprile 1929 - 17 gennaio 1934 deceduto)
- Paul Hugentobler, S.M.B. † (9 novembre 1934 - 27 giugno 1972 deceduto)
  - Sede vacante
  - Paolo Guo Wenzhi † (15 maggio 1989 - 1º agosto 2000 dimesso) (vescovo clandestino)
  - Giuseppe Wei Jingyi, succeduto il 1º agosto 2000 (vescovo clandestino)